# Luis Camargo Pacheco
Luis Camargo Pacheco (1582 – 29 de março de 1665) foi um prelado católico romano que serviu como Bispo Auxiliar de Sevilha (1622-1665).

## Biografia
Luis Camargo Pacheco nasceu em Sevilha, Espanha, em 1582. No dia 11 de julho de 1622, foi escolhido pelo Rei da Espanha e confirmado pelo Papa Gregório XV como Bispo Auxiliar de Sevilha e Bispo Titular de Centuria. Em 1622, foi consagrado bispo por Diego Guzmán de Haros, Patriarca das Índias Ocidentais. Serviu como Bispo Auxiliar de Sevilha até à sua morte a 29 de março de 1665.

## Sucessão episcopal
Enquanto bispo, foi o co-consagrador principal de:
- Fernando Andrade Sotomayor, Bispo de Palência (1628);
- Luis Córdoba Ronquillo, Bispo de Cartagena (1631);
- Mendo de Benavides, Bispo de Segóvia (1634); e
- Juan Queipo de Llano y Valdés, Bispo de Guadix (1640).